# تپه شورکا
تپه شورکا مربوط به هزاره اول قبل از میلاد است و در شهرستان جویبار، بخش مرکزی، روستای شورکا واقع شده و این اثر در تاریخ ۱۷ اسفند ۱۳۸۱ با شمارهٔ ثبت ۷۸۵۲ به‌عنوان یکی از آثار ملی ایران به ثبت رسیده است.